# Uwe Herder
Uwe Herder (* 1. September 1942 in Königsberg; † 20. Januar 1998) war ein deutscher Politiker und ehemaliger Landtagsabgeordneter (SPD).

## Leben und Beruf
Nach dem Besuch der Volksschule und des Gymnasiums absolvierte er eine Betonbauerlehre und studierte anschließend. Ab dem Jahr 1969 war Herder als Verkehrsbauingenieur tätig.

## Politische Laufbahn
Der SPD gehörte Herder seit dem Jahr 1968 an. Er war in verschiedenen Parteigremien tätig und außerdem Mitglied der IG Bau-Steine-Erden und der Arbeiterwohlfahrt. Dem Stadtrat der Stadt Wuppertal gehörte er von 1975 bis 1989 an. Ferner war er in den Jahren 1975 bis 1980 Mitglied der Landschaftsversammlung des Landschaftsverbandes Rheinland, wo er beispielsweise auch zum Bau des Burgholztunnels beitrug. Vom 29. Mai 1980 bis zu seinem Tod am 20. Januar 1998 war Uwe Herder Mitglied des Landtags Nordrhein-Westfalen. Er wurde jeweils im Wahlkreis 033 Wuppertal I direkt gewählt.

## Sonstiges
Bei der Landtagswahl 1975 erreichte Uwe Herder genauso wie sein Konkurrent Manfred Sanden von der Christlich Demokratischen Union Deutschlands (CDU) 27.425 Stimmen. Der damalige Oberstadtdirektor Rolf Krumsiek musste „Glücksfee“ spielen und zog Sanden.